# Venus van Arles

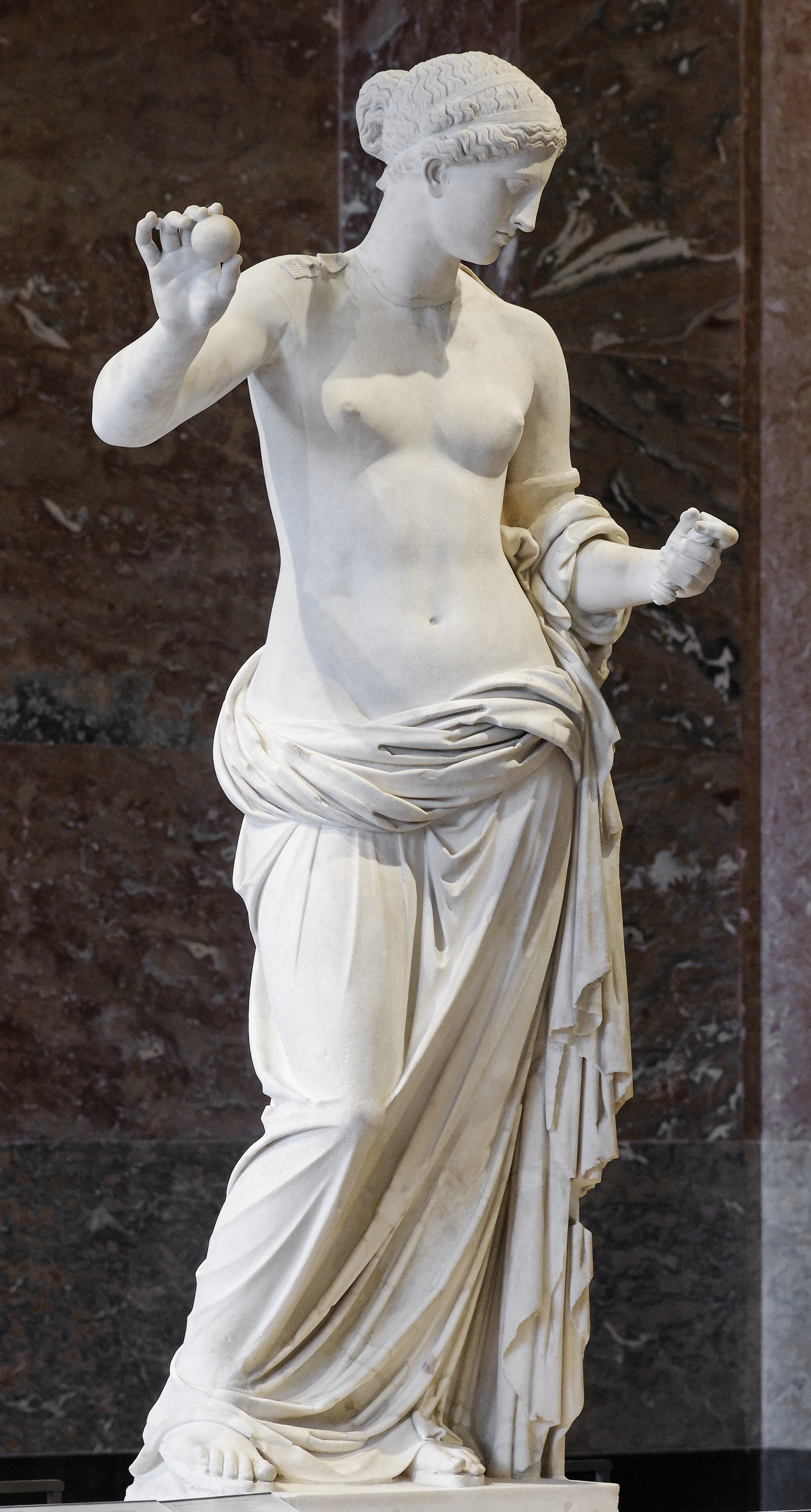
De Venus van Arles in het Louvre

De Venus van Arles is een 1,94 meter groot beeldhouwwerk van de Griekse godin Aphrodite uit het einde van de 1e eeuw v.Chr. Het beeld is in wit hymettisch marmer gehouwen en is naar alle waarschijnlijkheid een Romeinse kopie van een ouder Grieks werk, mogelijk de Aphrodite van Thespiae van Praxiteles. De Venus van Arles werd in 1651 gevonden tijdens opgravingen in het Romeinse theater vlak bij het Romeinse amfitheater van Arles. Het beeld bevindt zich in het Louvre sinds de oprichting van dat museum.